# フェルディナンド2世・デ・メディチ

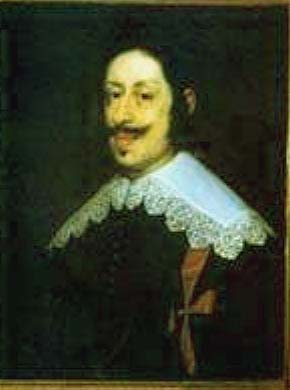
フェルディナント2世･デ･メディチ

フェルディナンド2世・デ・メディチ（Ferdinando II de' Medici, 1610年7月14日 - 1670年5月23日）は、第5代トスカーナ大公（在位：1621年 - 1670年）。第4代大公コジモ2世・デ・メディチとオーストリアのマリア・マッダレーナとの息子。

## 略歴
フェルディナンドが11歳の時に父親が病死したため、フェルディナンドは幼くしてトスカーナ大公となったが、1628年に彼が成人するまでは母親が摂政を務めた。
成人後のフェルディナンドは、その温和で友好的な性格で臣民から愛されたが、君主としてはあまり有能ではなかった。トスカーナの経済は疲弊して失業者が増加し、市民間の貧富差が拡大するなど、衰微する一方であった。外国と教会勢力に押され、トスカーナの独立を維持することもできなかった。こうして、トスカーナは西欧の一小国に転落してしまった。
家庭生活では1642年にヴィットーリア・デッラ・ローヴェレと結婚し、一人息子のコジモ3世をもうけたが、口うるさい妻との生活はあまり幸せなものではなかったようである。
フェルディナンドの資質が最も発揮されたのは、メディチ家お得意の科学者・美術家のパトロンとしての面である。1657年に4人兄弟の末弟レオポルド枢機卿とともに科学アカデミーの組織アカデミア・デル・チメントを設立し、10年ほどしか存続しなかったもののイギリスやフランスにできる科学アカデミーの祖形となった。アカデミーのメンバーはガリレオの弟子たちを含み、温度計の製作や真空の実験をおこなった。また、ピッティ宮殿の改装を行って多くの天井画・壁画を描かせたほか、美術品・工芸品の収集にも努めた。